# Джа, Пармананд
Пармананд Джа (непальск. परमानन्द झा; род. в 1944) — непальский политик, вице-президент Непала в 2008—2009 годах, и в 2010—2015 годах.

## Биография
Пармананд Джа родился и вырос в Дарбханге (индийский штат Бихар). Его родня по отцовской линии происходила из непальской провинции Уттар-Метиланчал, благодаря чему его родители получили гражданство Непала. Родным языком Джа является майтхили, он также свободно говорит на непальском, бенгальском, хинди и английском. Политическую деятельность начал в партии Мадхеси Джана Адхикар Форум, одной из партий Непала, которая выступает против политики дискриминации народов мадхеси и поддерживает язык хинди в качестве лингва франка. Был временным судьёй Верховного суда Непала, но из-за скандала с обвинениями в наркоторговле не был рекомендован Советом судей для назначения постоянным судьёй Верховного суда и оставил свой пост. На непрямых президентских выборах 19 июля 2008 года избран вице-президентом Непала.
Пармананд Джа приступил к исполнению обязанностей вице-президента Непала 23 июля 2008 года, церемонии принятия присяги проходила в президентском дворце в Катманду. Поскольку Джа произнёс текст присяги на хинди, это вызвало резкую критику со стороны населения региона Тераи, составляющего до половины всего населения страны.
Представители мадхеси подали иск в Верховный суд с требованием признать присягу Джа неконституционной, поскольку она была принесена на языке, не признанном временной конституцией Непала. После года разбирательств Верховный суд 24 июля 2009 года вынес вердикт о признании присяги на хинди неконституционной и предписал Джа в срок до 30 августа 2009 года принести присягу повторно, на сей раз в соответствии с нормами временной Конституции. Джа выразил протест против решения Верховного суда и заявил, что примет решение о повторном принесении присяги после консультаций с политическими партиями, а также потребовал внести изменения в закон, которые гарантировали бы должный статус языку хинди.
30 августа 2009 года срок, определённый Верховным судом для принесения повторной присяги, истёк, и поскольку Джа не принёс её повторно, с 31 августа 2009 года пост вице-президента был объявлен вакантным. В целях сохранения политической стабильности президент Рам Баран Ядав пошёл на компромисс с Джа и продолжал работать с ним как вице-президентом де-факто; также были внесены изменения в законодательство, которые предусматривали возможность принесения присяги на языках народов, населяющих Непал, в том числе на майтхили, родном языке Джа. 7 февраля 2010 года Пармананд Джа вновь принял присягу в качестве вице-президента страны на языке майтхили.
31 октября 2015 года вторым вице-президентом был избран Нанда Кишор Пун.